# Winnipeg Warriors
Die Winnipeg Warriors war eine kanadische Eishockeymannschaft aus Winnipeg, Manitoba. Das Team spielte von 1980 bis 1984 in einer der drei höchsten kanadischen Junioren-Eishockeyligen, der Western Hockey League (WHL).

## Geschichte
Die Winnipeg Warriors wurden 1980 als Franchise der Western Hockey League gegründet. In den vier Jahren ihres Bestehens erreichte die Mannschaft nur ein Mal die Playoffs um den Ed Chynoweth Cup, in denen sie 1982/83 bereits in der Qualifikationsrunde den Lethbridge Broncos in der Best-of-Five-Serie mit einem Sweep unterlagen. In der Saison 1983/84 gewannen die Warriors nur neun der 72 Spiele der regulären Saison, womit sie nach den Victoria Cougars (1989/90) die schlechteste WHL-Saison überhaupt absolvierten. Aufgrund des sportlichen Misserfolges und des geringen Zuschauerinteresses – mit den Winnipeg Jets aus der National Hockey League hatte man eine übermächtige Konkurrenz auf dem Markt – entschlossen sich die Besitzer der Winnipeg Warriors vor der Saison 1984/85 das Franchise nach Moose Jaw, Saskatchewan, zu verlegen, wo es seither unter dem Namen Moose Jaw Warriors am Spielbetrieb der WHL teilnimmt.

## Ehemalige Spieler
Folgende Spieler, die für die Winnipeg Warriors aktiv waren, spielten im Laufe ihrer Karriere in der National Hockey League: 
- Darren Boyko
- Randy Gilhen
- Mike Keane
- Mick Vukota
- Richard Zemlak

## Team-Rekorde

### Karriererekorde
Spiele: 216  Rick Strachan
Tore: 84  Darren Boyko
Assists: 127  Rick Strachan
Punkte: 202  Darren Boyko
Strafminuten: 515  Dan Sylvestor